# Fort Fredensborg
Pour un article plus général, voir Forts et châteaux de Volta, d'Accra et ses environs et des régions centrale et ouest.
Fort Fredensborg est un ancien comptoir colonial fortifié, situé à Old Ningo, le long du rivage du golfe de Guinée, dans la région du Grand Accra. Sa construction par les Danois-Norvégiens commence en 1734 et s'achève en 1741. Il s'agit d'un témoin de la traite négrière atlantique et de l'influence coloniale européenne sur l'Afrique de l'Ouest. Depuis 1979, il fait partie des forts de la côte ghanéenne inscrits sur la liste du patrimoine mondial de l'Unesco.

## Histoire
La construction par les Danois-Norvégiens du fort Fredensborg se fait comme extension commerciale du Fort Christiansborg situé à 30km à l'ouest. Des heurts commerciaux, avec les Hollandais, pousse ces derniers à tenter d'empêcher la construction du fort de 1734 à 1736. 
En 1741, la construction du fort s'achève et, un an plus tard, ce dernier sert de refuge à la population de Ningo attaquée par les Ashantis. Cependant, l'espace manque et la plupart des fugitifs, restés à l'extérieur, sont massacrés.
Le fort danois-norvégien est utilisé comme petit comptoir de traite des esclaves contrôlé par trois à quatre soldat. Cette faible présence a pour conséquence de laisser les esclaves enchaînés pour empêcher toute tentative de fuite ou de révolte. 
Cependant, avec l'abolition de l'esclavage, elle se détériore de sorte qu'en 1835, un seul homme s'y trouve en poste dans l'unique but de préserver le drapeau. 
Fredensborg est en ruine lorsqu'il est remis aux Britanniques le 8 mars 1850, avec d'autres possessions danoises.

## Préservation du site
L'élévation du niveau de la mer a submergé plusieurs villages voisins et menace désormais le site du Fort de Fredensborg. 